# Prionostemma simplex
Prionostemma simplex is een hooiwagen uit de familie Sclerosomatidae.